# Чехословаччина в Другій світовій війні

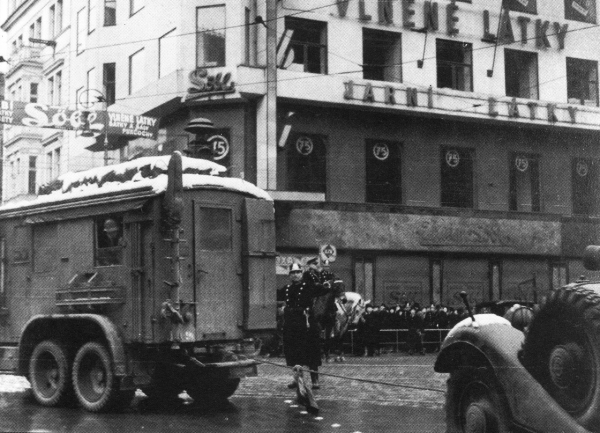
Колона німецьких військ в Чехословаччині

Дана стаття розглядає аспекти участі держави Чехословаччина у Другій світовій війні з початку німецької окупації Чехословаччини в березні 1939 року і до завершення бойових дій в Європі у травні 1945 року.

## Німецьке вторгнення
Окупація Чехословаччини стала логічним завершенням процесу ліквідації незалежності країни. Першим етапом цього процесу стала анексія Судетської області, здійснена з 1 по 10 жовтня 1938 року відповідно до Мюнхенських угод між Великою Британією, Францією, Німеччиною та Італією. При цьому, як писала ще в квітні 1938 року одна з провідних чехословацьких газет «Народні лист», «з фактом існування Великої Німеччини потрібно змиритися так швидко, наскільки це можливо».
Скориставшись чисельною і військовою перевагою, Німеччина анексувала Судети, на 90 % заселені німцями, які, за висловом Ернста Нольте, «вкоренилися в думці, що вони зазнали несправедливість з боку чехів, а не сторони загальних історичних процесів», і намагалися відстояти «своє привілейоване становище», будучи по суті «залишками середньовічної східної німецької колонізації». Словаччина у свою чергу передала до складу Угорщини південні і східні регіони країни, на 87 % заселені етнічними угорцями.
21 вересня 1938 року, у розпал Судетської кризи, Польща поставила Чехословаччині ультиматум про «повернення» їй Тешинської області, де проживало 80 тисяч поляків і 120 тисяч чехів. 30 вересня 1938 року, у день підписання Мюнхенської угоди, Польща направила Празі черговий ультиматум і одночасно з німецькими військами ввела свою армію в Тешинську область, предмет територіальних суперечок між нею та Чехословаччиною в 1918—1920 роках.
Територія Чехословаччини скоротилася на 38 %, країна перетворилася на вузьку і довгу, дуже вразливу державу, що стала протекторатом Німеччини. Німецькі війська опинилися за 30 км від Праги. Крім того, 3 грудня 1938 року був укладений секретний договір з народом Чехословаччини, згідно з яким вона не могла «тримати укріплення і загородження на кордоні з Німеччиною». Доля решти території країни, таким чином, була вирішена.
14 березня 1939 року Гітлер викликав чехословацького президента Еміля Гаху в Берлін і запропонував йому прийняти німецький протекторат. Гаха погодився на це і німецька армія увійшла в країну практично без будь-якого опору. Єдину спробу організованої збройної відсічі зробила рота капітана Карела Павлика в місті Містек.
14 березня 1939 Словаччина на чолі з авторитарним союзником Гітлера Йозефом Тисо стала незалежною державою, Підкарпатська Русь була окупована Угорщиною.
15 березня 1939 особистим указом Гітлера Богемія і Моравія були оголошені протекторатом Німеччини. Головою виконавчої влади протекторату був призначуваний фюрером рейхспротектор (нім. Reichsprotektor). Першим рейхспротектором 21 березня 1939 був призначений Константін фон Нейрат. Існував також формальний пост президента протекторату, який все його існування займав Еміль Гаха. Особовий склад відділів, аналогічних міністерствам, був укомплектований посадовими особами з Німеччини. Євреї були вигнані з державної служби. Політичні партії були заборонені, багато лідерів Комуністичної партії Чехословаччини перебралися в Радянський Союз.
В еміграції у Лондоні з початком Другої світової війни Е. Бенеш створив уряд Чехословаччини у вигнанні, який користувався підтримкою антигітлерівської коаліції (з 1941 р. до неї приєдналися США і СРСР).

## Окупація

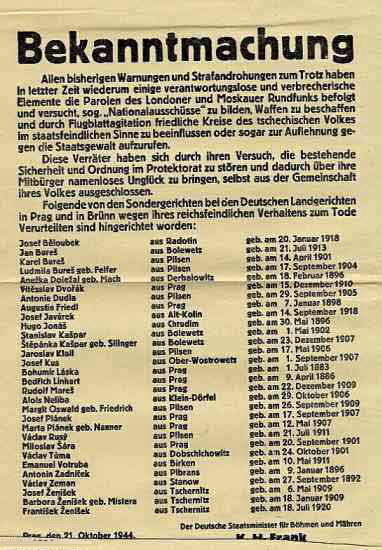
Оголошення окупаційної влади — перелік прізвищ страчених (21 жовтня 1944).

У березні 1939 року понад 2 тисячі золотих злитків вартістю 5,6 млн фунтів стерлінгів, що знаходилося в Лондоні, було передано з рахунку Національного банку Чехословаччини на рахунок у Банку міжнародних розрахунків (Bank for International Settlements), керований від імені Рейхсбанку.
Швидка і успішна анексія відносно невеликої, але стратегічно важливої і економічно значної Чехословаччини з її численним (23,5 %) німецьким населенням, створила враження легкої перемоги і спонукала Адольфа Гітлера продовжувати наступ на країни Центральної Європи.
Населення Чехії і Моравії було мобілізовано як робочу силу, яка повинна була працювати на перемогу Німеччини. Для управління промисловістю були організовані спеціальні управління. Чехи були зобов'язані працювати на вугільних шахтах, в металургії і на виробництві озброєнь; частина молоді була відправлена до Німеччини. Проте, як зазначає німецький дослідник Детлеф Брандес, видобуток залізної руди залишився на довоєнному рівні, роботи з розкриття та підготовки родовищ були закинуті, машини перевантажені; до 1944 виробничі потужності збільшилися тільки на 18 %.
У перші місяці окупації німецьке правління було відносно помірним. Дії гестапо були спрямовані переважно проти чеських політиків та інтелігенції. Тим не менш, за первісним задумом нацистів, чехів слід було асимілювати.
Восени 1941 року рейх зробив ряд радикальних кроків у протектораті. Заступником рейхспротектора Богемії і Моравії був призначений начальник Головного управління імперської безпеки Рейнгард Гейдріх. Прем'єр-міністр Алоїз Еліаш був заарештований, а потім розстріляний, чеський уряд реорганізовано, всі чеські культурні установи були закриті.
В загальному до кінця 1941 року на примусові роботи до Німеччини було вивезено 200 тис. жителів «протекторату Богемії і Моравії» і 100 тис. жителів Словаччини; було ліквідовано довоєнне трудове законодавство, а тривалість трудового дня — підвищена до 10-12 годин; на селян були покладені обов'язки щодо постачання сільгосппродукції. Вивезення сировини, промислових і продовольчих товарів до Німеччини призвело до зростання цін.
Було організовано заслання євреїв до концтаборів, у містечку Терезін було організовано гетто. У червні 1942 року, після смерті Гейдріха, його наступником був призначений генерал-полковник поліції, оберстгруппенфюрер СС Курт Далюге.
У 1943 році близько 350 000 чеських робітників були депортовані до Німеччини. При цьому за наказом Гітлера в жовтні 1943 р. німецька влада відмовилася від будь-якого застосування чеських чиновників на державній службі. В межах протекторату вся невійськова промисловість була заборонена. Більшість чехів підкорилися (як зазначалося в німецьких документах, «з опозиції до свого уряду, а не від дружності до німців») і лише в останні місяці війни активізували рух опору.

## Рух Опору
Стихійний спротив громадян Чехословаччини німецькій окупації і створення перших підпільних організацій на території Чехословаччини і за її межами почалося незабаром після німецької окупації Чехословаччини. Так, 28 жовтня 1939 року, в 21-ту річницю проголошення незалежності Чехословаччини у 1918 році, в Празі, Брно, Остраві, Кладно відбулися виступи проти окупації, які були придушені. Німецькі війська відкрили вогонь по демонстрантах. 15 листопада 1939 помер поранений 28 жовтня студент-медик Яна Оплетала, його смерть викликала студентські демонстрації. У відповідь окупаційна влада почала масові арешти — були заарештовані політики, громадські діячі, 1800 студентів і викладачів. 17 листопада всі університети і коледжі в протектораті були закриті, дев'ять студентських лідерів страчені, сотні людей були відправлені в концтабори.
Представники різних організацій і об'єднань чехословацьких емігрантів у своїй діяльності орієнтувалися на різні держави та політичні сили:
- генерал Л. Прхала орієнтувався на Польщу[11];
- посол Чехословаччини в Парижі Ш. Осусский розглядав як союзника Францію[11];
- Е. Бенеш орієнтувався на Велику Британію.

### Антифашистський опір у Чехословаччині

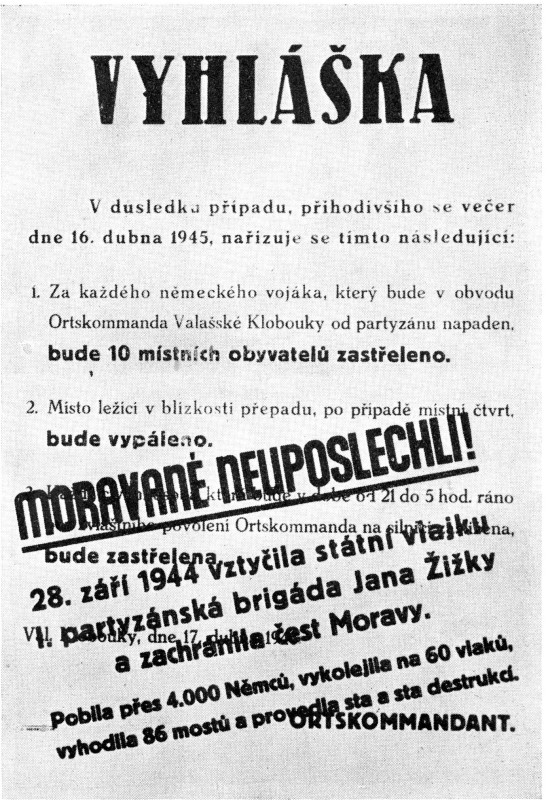
Розпорядження окупаційної влади з відповіддю партизанів Чехословаччини

Антифашистський опір у Чехословаччині мав різні форми, поширення набули форми пасивного опору (бойкот, невиконання розпоряджень окупаційної адміністрації), а також страйки, антифашистська пропаганда і саботаж (зокрема, випуск некондиційної військової продукції).
- тільки протягом 1939 року на території Чехословаччини пройшли 25 страйків на 31 промисловому підприємстві[10];
- 20 липня 1941 в ході боїв за місто Тюрі (Естонська РСР) було відмічено, що багато мін, випущені німецькими військами, не вибухають. При їх вивченні було встановлено, що замість вибухівки міни були заповнені піском; в одній з мін була записка «допомагаємо, чим можемо», написана чехословацькими робітниками[12].

У листопаді 1939 року в результаті серії арештів німецькі спецслужби розгромили «Політичний центр» (Politické ústředí) — підпільну організацію, яка об'єднувала прихильників Е. Бенеша.
На початку 1940 року була створена підпільна антифашистська організація ÚVOD (Ústřední výbor odboje domácího).
У лютому 1940 року для розгляду політичних справ були створені особливі «надзвичайні суди».
У жовтні 1940 року відбувалися протестні виступи гірників у Гандловій.
29 червня 1941 керівництво комуністичної партії Чехословаччини закликало населення Чехословаччини активізувати боротьбу проти німецьких окупантів:
- посилилася організаційна та пропагандистська робота[15];
- влітку-восени 1941 року були організовані великий страйк на Вальтерівському авіаційному заводі, а також страйки на заводах Рінггофена, Колбен-Данека, Шкода, Находській текстильній фабриці, мотозаводі в Градці-Краловому, шахтах в Святоневицях, Нучицях, Раховнику, на Кладненських шахтах, на будівництві у Вітковицях[15];
- у вересні 1941 року був створений Центральний національно-революційний комітет Чехословаччини, до складу якого увійшли комуністи, соціал-демократи, а також безпартійні профспілкові та громадсько-політичні діячі. Почалося створення національно-революційних комітетів — підпільних організацій, які координували діяльність окремих антифашистських груп[16];
- у вересні 1942 року підпільні групи Компартії Чехословаччини почали створення перших партизанських загонів в районах міст Горовіче, Добжищ, Пшибрам і Рожміталь[15];
- з весни 1944 року комуністи Чехословаччини почали підготовку до національного повстання[15].

Загалом у лютому 1942 року німецька окупаційна влада зареєструвала 19 актів саботажу і диверсій, у березні 1942 року — 32; у квітні 1942 року — 34; в травні 1942 року — 51.
27 травня 1942 відбувся замах на Р. Гейдріха, в результаті якого він був смертельно поранений і помер 4 червня 1942. Його смерть викликала масові репресії — були проведені облави, арешти і страти, повністю знищені селища Лідице і Лежаки.
Влітку 1942 року в Празі підпільники підпалили завод «Чешско-Моравско-Колбен-Данск».
У вересні 1942 року на річці Лабі підпільники затопили баржі з вантажами для німецької армії.
У жовтні 1942 року на залізниці Прага — Бенешов був пущений під укіс ешелон, в результаті були розбиті 27 платформ з танками.
Влітку 1943 року відбулися страйки робітників заводів «Шкода», а також текстильників Жиліни і Ружомберока.
У грудні 1943 року керівництво Комуністичної партії Чехословаччини та декількох підпільних організацій уклали угоду про спільну діяльність, в результаті була створена Словацька національна рада.
У середині березня 1944 керівництво Комуністичної партії Чехословаччини і кілька антифашистських організацій в словацькій армії уклали угоду про координацію діяльності.
У серпні 1944 року почалося Словацьке національне повстання. 20 вересня 1944, прорвавши оборону в районі Лупківського перевалу, радянські війська вийшли до довоєнного кордону Чехословаччини. В цей же час на зайнятій німцями території активізувалася партизанська і диверсійна діяльність:
- в кінці квітня 1945 року, під час евакуації диверсійної школи абверу "Мельдекопф «Вальдбуш» з району міста Траутенау в село Кляйне Ізель, чехословацькі партизани роззброїли в селі Кляйне Ізель групу курсантів абверу[21];
- 3 травня 1945 партизани за підтримки місцевого населення почали повстання в містах Семіли, Железни Брод, Нова Пака і в ряді сіл на північний схід від Праги. У цей же день в Упіці почали страйк шахтарі і робітники текстильних фабрик, партизани з бригади імені Яна Жижки зайняли місто Візовіце і навколишні його села, а повсталі місцеві жителі звільнили місто Всетін. Протягом 3-4 травня повстання поширювалося, охоплюючи прифронтові райони, території Південної і Середньої Чехії. У ці дні в західній частині Чехії партизанська бригада «Смерть фашизму!» за підтримки з боку робітничих загонів звільнила міста Пшибрам, Бероун і ряд навколишніх сіл. 4 травня 1945 почалося повстання робітників заводу «Шкода» в місті Пльзень, до середини дня місто було очищено від окупантів[22];
- 5 травня 1945 почалося повстання у Празі;
- чехословацькі партизани захопили і передали Червоній Армії начальника штабу РОА генерала Ф. І. Трухіна та документи штабу РОА[23];
- на початку травня 1945 загін чехословацьких і радянських партизанів розгромив каральний загін СС в районі села Дєдово на Чесько-Моравській височині, захопивши стрілецьку зброю і справний бронетранспортер (який отримав назву «бронетранспортер № 1»). Після цього група радянських і чехословацьких партизанів під командуванням ст. лейтенанта ЧА Павла Морякова на трофейному бронетранспортері в районі міста Крусценбург (на північний захід від села Крижево) атакувала з флангу відступаючу німецьку частину з армійської групи Ф. Шернера, викликавши серед німців паніку. Надалі партизани встановили контроль над ділянкою шосе між містами Хрудім і Здірець, ускладнивши становище відступаючих німецьких частин[24].

### Чехословацькі військові частини у складі армій західних союзників
У березні 1939 року на території Польщі був створений легіон з військовослужбовців армії Чехословаччини. Після початку польсько-німецької війни легіон відступив на територію СРСР. Надалі частина особового складу виїхала на Захід, а ті, що залишилися, взяли участь у формуванні військових частин на території СРСР.
Військові підрозділи (що отримали загальне найменування Obrana národa) були також створені у складі англійської та французької армій.
2 жовтня 1939 емігрантський уряд Е. Бенеша уклав договір з урядом Франції, відповідно до якого було передбачено створення чеських підрозділів на території Франції (фактично військові частини були створено 24 січня 1940 року, проте вже влітку 1940 року були змушені перебратися до Великої Британії).
У складі ВПС Великої Британії воювали чотири чехословацькі ескадрильї: 310-а, 311-а, 312-а і 313-а.
У 1941 році в Каїрі був створений II регіональний штаб SOE, у складі якого був створений відділ, що відповідав за діяльність англійських спецслужб на території Чехословаччини.
Пізніше, англійськими спецслужбами були підготовлені і скинуті на окуповану територію Чехословаччини декілька розвідувальних, диверсійних і організаторських груп:
- 16 квітня 1941 року був скинутий розвідник, що мав завдання зібрати інформацію про становище в окупованій Чехословаччині і встановити зв'язки з активістами антифашистського опору (Operation Benjamin). Він був помилково скинутий за 460 км від передбачуваного місця викидання, в районі австро-італійського кордону в Альпах, арештований і провів 2 місяці в ув'язненні за незаконний перетин кордону. Після звільнення, не зумів встановити зв'язок з підпіллям;
- у ніч з 3 на 4 жовтня 1941 року в районі міста Часлав був скинутий зв'язковий з радіопередавачем, що мав завдання встановити зв'язок з антифашистським опором (Operation Percentage). Він зумів встановити контакт з підпіллям, але незабаром був виявлений і заарештований;
- 29 грудня 1941 в районі міста Подєбради була скинута група з трьох парашутистів (Operation Silver A);
- в ніч на 27 березня 1942 була скинута ще одна група з 3 парашутистів з радіостанцією (Operation Zinc);
- 28 березня 1942 в Моравії була скинута перша диверсійна група з 3 парашутистів (Operation Out Distance);
- в ніч з 27 на 28 квітня 1942 була скинута диверсійна група з 3 парашутистів (Operation Bioscop);
- в ніч з 27 на 28 квітня 1942 року був скинутий зв'язковий з радіопередавачем (Operation Steel);
- в ніч з 29 на 30 квітня 1942 була скинута група з 2 парашутистів, що мали завдання вбити міністра освіти і пропаганди протекторату Чехії і Моравії (Operation Tin).

### Чехословацькі військові частини в СРСР (1943—1945)
18 липня 1941 між СРСР і урядом Е. Бенеша було підписано угоду про відновлення дипломатичних відносин і взаємодопомогу в боротьбі з Німеччиною, яка передбачала створення чехословацьких військових частин на території СРСР. 27 вересня 1941 було підписано радянсько-чехословацький військовий договір.
5 січня 1942 в Бузулуці почалося формування з чехословаків першої військової частини — нею став 1-й чехословацький окремий піхотний батальйон. Після завершення комплектування та підготовки особового складу, 1 березня 1943 батальйон був направлений на фронт. Таким чином, чехословацький батальйон став першим іноземним військовим формуванням, що вступив у бій на боці СРСР на Східному фронті.
5 травня 1943 на основі батальйону була створена 1-а окрема чехословацька піхотна бригада.
У жовтні 1943 року в Іваново почалося формування 1-ї окремої чехословацької винищувальної авіаескадрильї.
30 грудня 1943 в районі міста Єфремов почалося формування 2-й чехословацької парашутно-десантної бригади.
У квітні 1944 року у Рівному був створений 1-й Чехословацький армійський корпус.
У червні 1944 року був створений 1-й окремий чехословацький винищувальний авіаполк (32 літаки).
Наприкінці липня 1944 року було створена 1-а окрема чехословацька танкова бригада (65 танків, три танкових і один мотопіхотний батальйон).
Після початку Словацького національного повстання, 30 серпня 1944 року на бік радянських військ зробили переліт заступник командувача Східно-словацької армії, полковник Генерального штабу Словаччини Вільям Тальський і майор військово-повітряних сил Словаччини Трінка з групою офіцерів і військовослужбовців словацької армії. Разом з ними в розташуванні радянських військ приземлилася авіагрупа з 27 літаків військово-повітряних сил Словаччини (6 «фокке-вульф-189», 3 «мессершмітт-109Б» і 18 транспортних літаків).
У грудні 1944 року була створена окрема змішана чехословацька авіадивізія (два винищувальних і один штурмовий авіаполк, всього 99 літаків і 114 пілотів).
СРСР надав значну допомогу в створенні та забезпеченні діяльності чехословацьких військових частин. У загальному тільки протягом 1944 року СРСР передав їм 9187 гвинтівок і карабінів, 5065 пістолет-кулеметів, 520 ручних, станкових і зенітних кулеметів, 258 протитанкових рушниць, 410 гармат і мінометів, 35 танків і САУ, 28 бронетранспортерів і бронемашин, 25 літаків (не рахуючи навчальної зброї і трофейного озброєння); крім того, тільки протягом 1944 року в десяти радянських військово-навчальних закладах було підготовлено 425 чехословацьких військовослужбовців.
З моменту формування до закінчення війни в бойових діях проти гітлерівської Німеччини та країн-сателітів Третього Рейху частини 1-го Чехословацького корпусу вивели з ладу 30 225 військовослужбовців противника, знищили 156 танків, 38 літаків, 221 гармату, 274 автомашини і деяку кількість іншої техніки, захопили значну кількість зброї, спорядження та військового майна. Втрати 1-го Чехословацького корпусу склали понад 11 тис. військовослужбовців загиблими.
15 травня 1945 всі чехословацькі частини були об'єднані в 1-у чехословацьку армію.

### Участь громадян Чехословаччини в радянському партизанському русі (1941—1944)
Громадяни Чехословаччини брали активну участь у радянському партизанському русі на окупованій території СРСР. Тільки в 1942—1943 рр. до радянських партизанів перейшли 800 словацьких солдатів.
У радянському партизанському русі на території УРСР брали участь 400 чехів і словаків:
- у листопаді 1942 року на станції Білокоровичі (Житомирська область УРСР) у партизанський загін С. Ф. Маликова перейшли зі зброєю 7 солдат-словаків, що мали при собі 2 кулемети і 5 гвинтівок[35];
- в Одесі антифашистську групу створив сержант М. Кончіта[36]. У загальному протягом 1943 року до одеських партизанів перейшли 45 військовослужбовців-чехословаків[37];
- у Здолбунові з підпільниками співпрацювали два чехословаки: військовий оператор чергового по залізничній станції Йозеф Маєрник і працівник гебітскомісаріату Секач[38].

Крім того, громадяни Чехословаччини брали участь у радянському партизанському русі на території інших республік СРСР:
- 3 листопада 1942 чехословацькі антифашисти — військовослужбовці 2-ї словацької піхотної дивізії допомогли підірвати міст через річку Случ на залізниці Брест — Лунинець — Гомель партизанам Мінського з'єднання В. І. Козлова — вони передали їм схему німецьких укріплень, під час атаки партизанів відкрили вогонь по залізничній станції Птич (блокувавши тамтешній німецько-поліцейський гарнізон), а потім зі зброєю перейшли до партизанів[39];
- протягом 1943 року в Мінську підпільниця Г. Д. Сосина організувала перехід на бік партизанів шести солдат-словаків[35];
- 15 травня 1943 в районі села Ремези (БРСР) на бік радянських партизанів перейшов начальник штабу 101-го піхотного полку капітан Ян Налепка з групою офіцерів і солдатів полку. 18 травня 1943 в партизанському з'єднанні О. М. Сабурова створили партизанський загін з чехів і словаків[40]. 8 червня 1943, в результаті агітації Яна Налепки, до них приєднався словацький солдат Мартин Корбеля, який приїхав на танку — так партизани отримали справний гарматний танк з двома кулеметами і боєкомплектом[41];
- наприкінці 1943 року в Криму на бік радянських партизанів перейшла група солдатів-чехословаків, якою командував І. Бєлко[42];
- у Краснодарі підпільники Н. І. Єфімов, А. І. Дергачова, Т. Рибка з допомогою офіцера-антифашиста 1-ї словацької моторизованої дивізії Карла Шустера встановили зв'язок з солдатами дивізії, в результаті боєздатність дивізії знизилася: кілька військовослужбовців дезертирували і були заховані від переслідування німецької військової влади, а інші військовослужбовці відмовилися брати участь у бойових діях. Після початку наступу радянських військ на Північному Кавказі німці вилучили з дивізії артилерію і автотранспорт, а кілька ненадійних підрозділів були повністю роззброєні і під приводом переформування відправлені в тил[43];
- в Ростові антифашистську групу створив офіцер Я. Гайдашик, він встановив зв'язок з місцевими підпільниками, а під час визволення міста радянськими військами перейшов на їхній бік разом з підлеглими[36].

### Дії радянських партизанів на території Чехословаччини
12 грудня 1943 в Москві був підписаний договір про дружбу, взаємну допомогу і післявоєнне співробітництво між СРСР і Чехословаччиною, відповідно до якого був початий перехід ряду радянських партизанських загонів на територію Чехословаччини.
17 червня 1944 було прийнято постанову Політбюро ЦК КП(б)У «Про надання допомоги чехословацькій компартії в організації партизанського руху на території Чехословаччини», відповідно до якого Український штаб партизанського руху почав навчання чехословацьких курсантів та підготовку радянсько-чехословацьких партизанських організаторських груп для діяльності на території Чехословаччини. Перші групи були перекинуті на територію Чехословаччини влітку 1944 року. Всього в період з серпня 1944 року по квітень 1945 на прохання КПЧ з СРСР на територію Чехії та Моравії було перекинуто 37 партизанських організаторських груп.
У грудні 1944 року в Косцелінській долині почала діяти радянсько-польсько-словацька партизанська бригада ім. Щорса (командир В. С. Мацнев, включала в себе радянські партизанські загони ім. Щорса, «Вибух» і «Сокіл», а також словацький партизанський загін «Ліптовський»). Отримавши інформацію, що німці почали мінування міста Закопане, бригада здійснила перехід до міста. Увечері 29 січня 1945 бійці розвідувально-штурмової групи в цивільному одязі проникли в місто і атакували комендатуру, одночасно основні сили бригади атакували околиці міста. В результаті, німецький гарнізон був розгромлений, а місто розмінували.